# Bertil Westergren
Stig Bertil Reine Westergren, född 3 februari 1939 i Göteborg , är en svensk lektor i tillämpad matematik på Chalmers tekniska högskola.
Westergren är författare till Mathematics Handbook for Science and Engineering, tidigare Beta: Mathematics handbook i dagligt tal kallad Beta.
Westergren belönades 28 november 1996 för tjugofem års tjänst vid Chalmers tekniska högskola.